# Grand Hotel (serial telewizyjny)
Grand Hotel – amerykański serial telewizyjny (dramat obyczajowy) wyprodukowany przez UnbeliEVAble Entertainment, BT's Fishing Team oraz ABC Studios, który jest luźną adaptacją hiszpańskiego serialu Zagadka hotelu Grand stworzonego przez  Ramóna Camposa i Gema R. Neira. Serial był emitowany od 17 czerwca do 9 października 2019 roku na ABC.

## Fabuła
Serial opowiada o rodzinie Mendoza i pracowników hotelu w Miami Beach, który skrywa wiele tajemnic.

## Obsada

### Główna
- Demián Bichir jako Santiago Mendoza[2]
- Roselyn Sanchez jako Gigi Mendoza[3]
- Denyse Tontz jako Alicia Mendoza[4]
- Bryan Craig jako Javi Mendoza[5]
- Wendy Raquel Robinson jako Helen "Mrs. P" Parker[6]
- Lincoln Younes jako Danny[7]
- Shalim Ortiz jako Mateor[6]
- Anne Winters jako Ingrid[5]
- Chris Warren jako Jason Parker[8]
- Feliz Ramirez jako Carolina[9]
- Justina Adorno jako Yoli[10]

### Obsada drugoplanowa
- Arielle Kebbel jako Sky Garibaldi
- Jencarlos Canela jako El Rey[11]
- John Marshall Jones jako Malcolm Parker[12]
- Matt Shively jako Nelson

### Odcinki
| #  | Tytuł                         | Reżyseria         | Scenariusz        | Premiera w ABC   |
| -- | ----------------------------- | ----------------- | ----------------- | ---------------- |
| 1  | Pilot                         | Ken Olin          | Brian Tanen       | 17 czerwca 2019  |
| 2  | Smokeshow                     | Ron Underwood     | Brian Tanen       | 24 czerwca 2019  |
| 3  | Curveball                     | Eva Longoria      | Bob Daily         | 1 lipca 2019     |
| 4  | The Big Sickout               | Bill D'Elia       | Curtis Kheel      | 8 lipca 2019     |
| 5  | You've Got Blackmail          | Marisol Adler     | Davah Avena       | 15 lipca 2019    |
| 6  | Love Thy Neighbor             | Eva Longoria      | Geoffrey Nauffts  | 22 lipca 2019    |
| 7  | Where the Sun Don't Shine     | David Grossman    | Sara Saedi        | 29 lipca 2019    |
| 8  | Long Night's Journey Into Day | Ellen S. Pressman | Nicki Renna       | 5 sierpnia 2019  |
| 9  | Groom Service                 | Elodie Keene      | Desta Tedros Reff | 12 sierpnia 2019 |
| 10 | Suite Little Lies             | John Terlesky     | Danny Fernandez   | 19 sierpnia 2019 |
| 11 | Art of Darkness               | Nicole Rubio      | Bob Daily         | 26 sierpnia 2019 |
| 12 | Dear Santiago                 | Barbara Brown     | Curtis Kheel      | 2 września 2019  |
| 13 | A Perfect Storm               | Bill D'Elia       | Brian Tanen       | 9 września 2019  |

## Produkcja
21 listopada 2017 r. ogłoszono, że ABC wyprodukuje amerykańską adaptację hiszpańskiego serialu telewizyjnego Gran Hotel.
W lutym 2018 roku ogłoszono, że Roselyn Sanchez oraz Chris Warren zagrają w dramacie. W kolejnym miesiącu do obsady dołączyli: Demián Bichi, Wendy Raquel Robinson Shalim Ortiz, Denyse Tontza, Bryan Craig, Anne Winters, Lincoln Younes, Feliz Ramirez oraz Justina Adorno.
23 lutego 2018 r. poinformowano, że Ken Olin wyreżyseruje odcinek pilotażowy.
W maju 2018 ogłoszono, że serial będzie miał premierę wiosną 2019 r. 
We wrześniu 2018 roku poinformowano, że Jencarlos Canela otrzymał rolę powracającą w serialu. W połowie listopada 2018 roku ogłoszono, że John Marshall Jones dołączył do obsady serialu.
12 grudnia 2018 r. ogłoszono, że serial zadebiutuje jednak w sezonie letnim a dokładniej 17 czerwca 2019 r.
1 października 2019 r. stacja ABC ogłosiła anulowanie serialu po jednym sezonie.